# 二葉かほる
二葉 かほる（ふたば かおる、1871年11月19日（明治4年10月7日） - 1948年（昭和23年）1月22日）は、日本の女優。本名は鈴木 ふく。
新派や芸者を経て松竹蒲田撮影所に入社し、数多くの映画に出演。栗島すみ子、五月信子、諸口十九ら蒲田のスター俳優の母親役や祖母役を多く演じ、老け役として活躍した。その後はフリーを経て大映専属となった。主な出演作品に『カラボタン』『馬』『無法松の一生』など。

## 来歴・人物
1871年11月19日（明治4年10月7日）、東京府東京市神田区五軒町花屋敷（現在の東京都千代田区）に生まれる。父の鈴木信之は象牙彫刻家であり、その関係から同じ象牙彫刻家の吉田宗斎と結婚するが、離婚して24歳の時に大阪の舞台に立ったあと各地を巡業する。一時、宇都宮で芸者になったこともある。1916年（大正5年）、新派の中野信近一座に加わって連鎖劇に出演する。その後、日活向島撮影所の女優募集に応じ、何本かの活動写真に出演した。
1923年（大正12年）、52歳で松竹蒲田撮影所に入社、島津保次郎監督『人肉の市』などに母親役で出演する。二葉の庶民的な母親像には独特の味わいと親しみがあり、鈴木歌子、中川芳江、葛城文子、米津左喜子らとともに母親女優として活躍した。同年9月1日に発生した関東大震災により下加茂で撮った『山中小唄』では梅村蓉子の母、蒲田へ戻ってからの『二人の母』では三村千代子演じる孫娘を母がわりに育てる祖母を演じ、1925年（大正14年）には飯田蝶子、小林十九二らとともに準幹部に昇進する。以後、蔦見丈夫監督『女難』の岩田祐吉の叔母、池田義信監督『恋妻』の栗島すみ子の母、牛原虚彦監督『征服者』の川田芳子の母、『受難華』の筑波雪子の母など、それぞれニュアンスの違った母を演じ分け、その一方で、大久保忠素監督の『二人の孤児』で悪婆、野村芳亭監督の『カラボタン』などで老妓を演じ、小津安二郎監督の『落第はしたけれど』では下宿のおかみさんを演じたりした。時代劇にも多く出演し、野村監督『女殺油地獄』で諸口十九演じる主人公の母を演じたほか『黒駒の勝蔵』などに助演した。
1940年（昭和15年）、松竹を退いてフリーとなり、東宝の『馬』（山本嘉次郎監督）では高峰秀子演じるヒロインの祖母役を好演、日活の『宮本武蔵 一乗寺決闘』では妙秀尼を演じた。1942年（昭和17年）、大映京都撮影所に入社し、稲垣浩監督の『無法松の一生』で茶店の婆や役で出演。戦後も引き続き大映京都に在籍して、稲垣監督の『おかぐら兄弟』で茶店の老婆、松竹の『東京特急四列車』で霧立のぼるの母を演じ、東横映画の『金色夜叉』に出演中の1948年（昭和23年）1月2日、撮影所に顔を出して間もなく気分が悪くなり、診察を受けに行った病院で脳溢血で倒れ、駆けつけた家人に「私の役はもうすんだはずだが、もし迷感をかけるようなら申しわけがない。それが気がかりだ」と言った後に昏睡状態となり、20日後の1月22日に死去。77歳没。

## 出演作品

### 映画
- 人肉の市（1923年、松竹キネマ） - 母
- 天を仰いで（1923年、松竹キネマ）
- 山中小唄（1923年、松竹キネマ）
- 南の漁村（1923年、松竹キネマ）
- 焔の行方（1923年、松竹キネマ）
- 愚者なればこそ（1924年、松竹キネマ）
- 嘘（1924年、松竹キネマ）
- 踊りの夜（1924年、松竹キネマ）
- 女殺油地獄（1924年、松竹キネマ）
- 海潮音（1924年、松竹キネマ）
- 島に咲く花（1924年、松竹キネマ）
- 二人の母（1924年、松竹キネマ）
- 帰らぬ父（1924年、松竹キネマ）
- 小唄集 第一篇（1924年、松竹キネマ） - 浩の母
- 小唄集 第三篇（1924年、松竹キネマ） - 春代の継母きく
- 罪なき罪（1924年、松竹キネマ）
- 異性の力（1925年、松竹キネマ）
- 或る女の話（1925年、松竹キネマ）
- その夜の罪（1925年、松竹キネマ）
- 虎徹の斬れ味（1925年、松竹キネマ） - 女房お浜
- 恋妻（1925年、松竹キネマ）
- 寂しき路（1925年、松竹キネマ） - 長島の母
- 恋の捕縛（1925年、松竹キネマ） - お里の母
- 土に輝く（1926年、松竹キネマ） - 母
- 黒駒の勝蔵（1926年、松竹キネマ）
- 若き女の死（1926年、松竹キネマ）
- 花井お梅（1926年、松竹キネマ）
- 広瀬中佐（1926年、松竹キネマ） - 祖母まち子
- カラボタン（1926年、松竹キネマ）
- 三人の娘（1927年、松竹キネマ）
- 九官鳥（1927年、松竹キネマ） - 養母おとよ
- 艶魔（1927年、松竹キネマ） - 女房お秀
- 父帰る（1927年、松竹キネマ） - 大風呂敷のおかま
- すね者（1927年、松竹キネマ） - 女房おきし
- からくり娘（1927年、松竹キネマ） - 母親
- 春の雨（1927年、松竹キネマ） - おみよの母・お新
- 白虎隊（1927年、松竹キネマ） - 母お石
- 先生と其娘（1927年、松竹キネマ） - 母
- 道呂久博士（1928年、松竹キネマ） - 患者山田さく
- 晴れ行く空（1928年、松竹キネマ） - 小林おとく
- 森の鍛冶屋（1929年、松竹キネマ） - 妻豊野
- 春容恋達引（1929年、松竹キネマ） - 女将おきん
- 村の王者（1929年、松竹キネマ） - 作造の母
- 壱00,000,000円（1929年、松竹キネマ） - 狂女
- 恋慕小唄（1929年、松竹キネマ） - 母・おとき
- 彼と人生（1929年、松竹キネマ） - 切り下げのお婆さん
- 時勢は移る（1930年、松竹キネマ） - 妻おあき
- 落第はしたけれど（1930年、松竹キネマ） - 下宿のおばさん
- 麗人（1930年、松竹キネマ） - お崎
- 岐路に立ちて（1930年、松竹キネマ） - 母せき
- 女は何処へ行く（1930年、松竹キネマ） - お美津の母
- 若者よなぜ泣くか（1930年、松竹キネマ） - お沢
- 餓鬼大将（1931年、松竹キネマ） - 母おせん
- 昇給と花嫁（1931年、松竹キネマ）
- 金色夜叉（1932年、松竹キネマ） - 下宿のおばさん
- 村の凱歌（1932年、松竹キネマ）
- 青春の夢いまいづこ（1932年、松竹キネマ） - 婆や
- 春琴抄 お琴と佐助（1935年、松竹キネマ） - 鵙屋の女中
- 有りがたうさん（1936年、松竹キネマ） - 母親
- 家族会議（1936年、松竹キネマ） - 老婆
- 君よ高らかに歌へ（1936年、松竹キネマ） - 婆さん
- 男性対女性（1936年、松竹キネマ）
- 人妻椿（1936年、松竹キネマ） - 草間の母とき子
- 花嫁かるた（1937年、松竹キネマ） - その妻
- 荒城の月（1937年、松竹キネマ） - 婆や
- 花形選手（1937年、松竹） - 木賃宿の婆さん
- 家庭日記（1938年、松竹） - 下宿のおばさん
- 南風（1939年、松竹） - 菊子の母
- 小島の母（1940年、東京発声） - 老婆
- 笑ふ地球に朝がくる（1940年、南旺映画） - みね婆さん
- 将軍（1941年、中野プロ） - 祖母
- 馬（1941年、東宝映画） - 祖母えい
- 若い先生（1942年、東宝映画） - 下宿のおばさん
- 宮本武蔵 一乗寺決闘（1942年、日活） - 妙秀尼
- 三代の盃（1942年、大映）
- 無法松の一生（1943年、大映） - 茶店の老婆
- お馬は七十七万石（1944年、大映） - 休之進の母
- 小太刀を使ふ女（1944年、大映） - 老婆
- 殴られたお殿様（1946年、大映） - おろく
- 東京特急四列車（1946年、松竹） - 弓子の母親
- おかぐら兄弟（1946年、大映） - 屋台店の老婆